# الصلوات الشعبانية
الصلوات الشعبانية، هي دعاء مرويّ عن علي بن الحسين السجاد الإمام الرابع عند الشيعة، ويعتقد الشيعة أنّها تستحبّ قرائتها في شهر شعبان المعظّم في كلّ يوم، وتحتوي علي الصّلاة على النبي محمّد وآله والتّأكيد علي فضائل أهل البيت وولايتهم.

## سند
ذكر الشيخ الطوسي في مصباح المتهجد أن علي بن الحسين بن علي بن أبي طالب الإمام الرابع عند الشيعة، كان يقرأ هذا الدعاء كل أيام شهر شعبان عند الزوال وفي ليلة منتصف شعبان.
و نقل منه نفس المطلب في «إقبال الأعمال» و«جمال الأسبوع بكمال العمل المشروع» باختلاف يسير. وورد أيضا في مفاتيح الجنان في ضمن أعمال شهر شعبان المشتركة.

## وصلات خارجية
- استمع إلي الصلوات الشعبانية بصوت قاسم البطيان

## الهوامش
1. ↑  الشيخ الطوسي، ج2، ص828
2. ↑  السيد بن الطاووس، ج3، ص299
3. ↑  السيد بن الطاووس، ص405